# Syzygium bartonii
Syzygium bartonii är en myrtenväxtart som först beskrevs av Frederick Manson Bailey, och fick sitt nu gällande namn av Elmer Drew Merrill och Lily May Perry. Syzygium bartonii ingår i släktet Syzygium och familjen myrtenväxter. Inga underarter finns listade i Catalogue of Life.